# Annick Berger
Annick Berger est une actrice française active de la fin des années 1960 au début des années 1990.

## Biographie
En dehors des films, téléfilms et séries télévisées dans lesquels elle a joué pendant plus d'un quart de siècle, on ne sait rien d'Annick Berger dont on ignore même s'il s'agit de son véritable nom.
On perd sa trace après une dernière apparition à l'écran dans Gazon maudit, un film de Josiane Balasko sorti en février 1995.

## Filmographie

### Télévision
- 1968 : Les Saintes chéries, série de Jean Becker : la femme du vacancier-satyre
- 1968 : Les Dossiers de l'agence O, série en 13 épisodes de Marc Simenon : la concierge (épisode 6)
- 1970 : Sur les chapeaux de roues Jumbo jet, téléfilm de Michael Pfleghar : l'hôtesse de l'air
- 1971 : Nina Gipsy, téléfilm de Claude-Jean Bonnardot : Mme Alexandre
- 1975 : L'Homme sans visage, série en 8 épisodes de Georges Franju
- 1977 : Cherchez la femme, série en 6 épisodes de Jean-Marie Coldefy : Clémentine
- 1977 : Recherches dans l'intérêt des familles, série de Philippe Arnal

### Cinéma
- 1970 : Peau d'Âne de Jacques Demy : Nicolette
- 1971 : Raphaël ou le débauché de Michel Deville : une prostituée à la taverne
- 1971 : La Grande maffia de Philippe Clair : la mamma
- 1971 : Le Petit Théâtre de Jean Renoir de Jean Renoir
- 1972 : L'Œuf de Jean Herman
- 1972 : Hellé de Roger Vadim
- 1973 : La Brigade en folie de Philippe Clair
- 1973 : R.A.S. d'Yves Boisset : une prostituée
- 1973 : Je sais rien, mais je dirai tout de Pierre Richard : Mauricette
- 1974 : La Grande Nouba de Michel Ardan : la grosse dame
- 1974 : Le Führer en folie de Philippe Clair : l'Amazone
- 1974 : Un nuage entre les dents de Marco Pico : la femme du commissaire
- 1975 : Flic Story de Jacques Deray : la patronne de l'auberge
- 1975 : La Fille du garde-barrière de Jérôme Savary : Mme Julien
- 1983 : Le Grand Carnaval d'Alexandre Arcady
- 1991 : Ma vie est un enfer de Josiane Balasko
- 1995 : Gazon maudit de Josiane Balasko : la secrétaire.